# Estat liberal

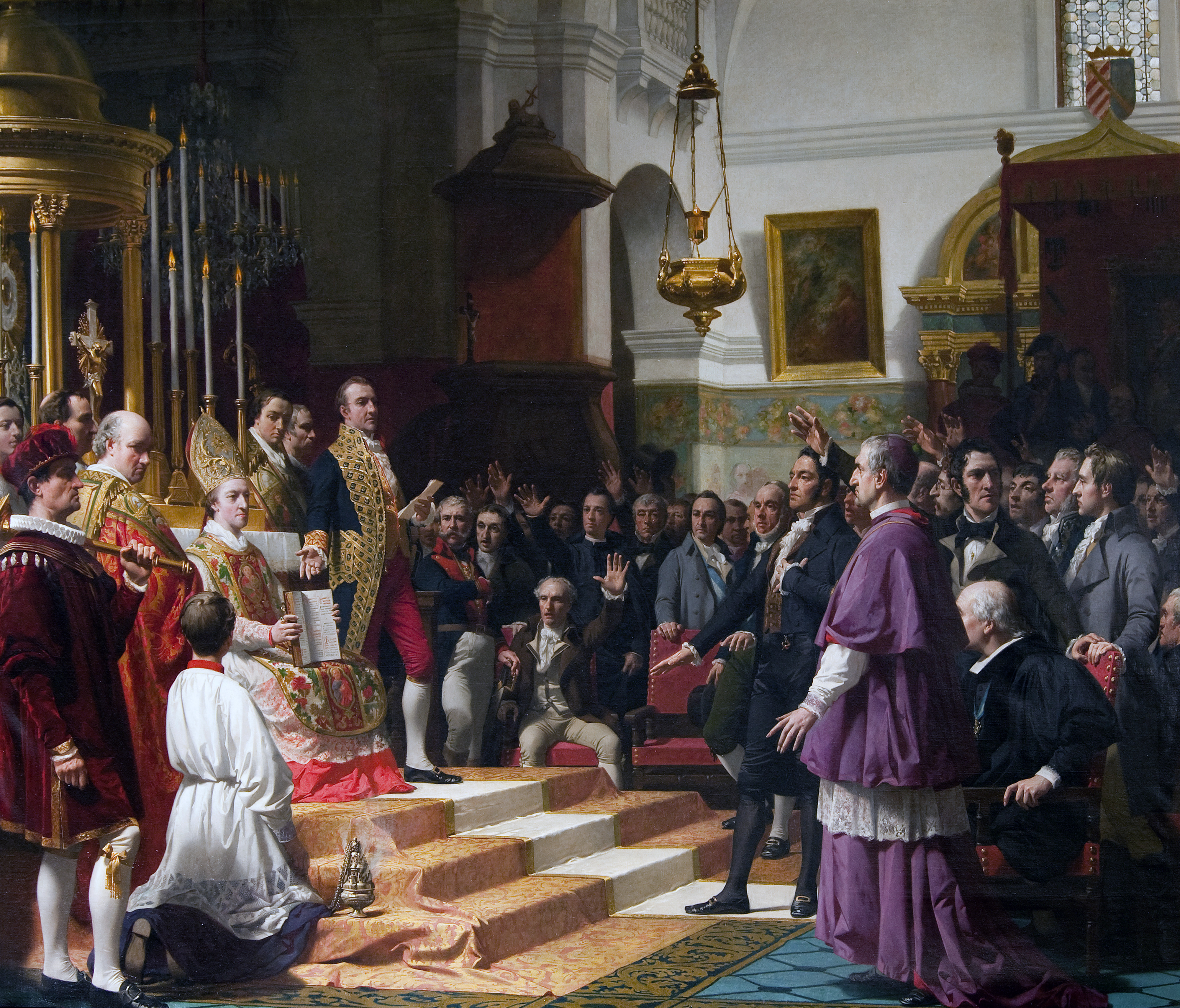
Jurament dels diputats de les Corts de Cadis el 1810.

L'estat liberal és el que sorgeix com a resultat de la Revolució Liberal en substitució de la Monarquia absoluta pròpia de l'Antic Règim. És el sistema polític propi del començament de l'edat contemporània, en la nova formació econòmica social que pot anomenar-se Nou Règim o Règim Liberal. La seva durada en el temps pot entendre's com a contínua fins a l'actualitat o limitar-se fins al període d'entreguerres (1918-1939), en què clarament entra en crisi.
La forma d'estat no és determinant per a la seva caracterització atès que pot ser tant una monarquia constitucional (com en la Constitució de 1812 a Espanya), una monarquia parlamentària (com en el model anglès que es remunta a la Revolució Anglesa del segle xvii) o una república (com en el cas de la Revolució Francesa).
En qualsevol cas, allò que caracteritza al nou sistema polític és el paper de l'estat liberal com a instrument en el triple procés que s'ha anomenat Revolució burgesa, Revolució Industrial i Revolució Liberal, de transformació social, econòmica i política en benefici de:
- La nova classe social dominant: la burgesia,
- El mode de producció dominant: el capitalisme,
- La ideologia dominant: el liberalisme.[1]

## Llibertat
L'estat liberal pretén ser, segons proposa el liberalisme econòmic des d'Adam Smith, un estat mínim (minarquisme), que no intervé en economia (al contrari que el mercantilisme propi de l'Antic Règim), i que solament garanteix l'exercici de la llibertat individual, per exemple garantint l'existència d'un lliure mercat sense restriccions i un exercici il·limitat de la propietat privada. Per això és tan important que les seves primeres mesures siguin la desamortització, la desvinculació o la supressió dels gremis (que inclou la prohibició dels sindicats obrers).
Al contrari que la Monarquia absoluta, on la paraula del rei és llei, l'estat Liberal es defineix com un estat de dret, en què s'ofereix a l'individu la seguretat jurídica de no estar sotmès a l'arbitrarietat del poder. Institucions com la tortura judicial desapareixen. Unes altres neixen, com la policia, doncs el que continua existint (i perfeccionant-se com prova Foucault en Surveiller et Punir: Naissance de la prison) és la repressió de les conductes que es defineixen com a antisocials, incloent la repressió política d'individus i grups no integrats en el sistema polític o social. Segons el mateix Foucault, el naixement o triomf simultani d'institucions com la presó, l'escola i l'exèrcit nacional indica clarament que l'ideal de llibertat és el de fer que cadascun acabi trobant el seu lloc segons els seus mèrits i capacitats (no segons el naixement com en la societat estamental), lloc del que no podrà queixar-se ni els altres hauran de sentir-se'n culpables, ja que haurà demostrat gràcies a la igualtat d'oportunitats que és el que mereix.

## Igualtat
La igualtat de condicions que es pretén per a la societat significa que desapareixen els privilegis i els estaments perquè existeixi una clara divisió social en classes basada en la riquesa, la qual cosa es reconeix en el sistema electoral del sufragi censatari. Per a això, l'anomenat doctrinarisme o liberalisme doctrinari (a Espanya Donoso Cortés) trobarà les oportunes justificacions ideològiques. L'eliminació dels privilegis territorials o furs permet la construcció d'un estat nació de dimensions propícies per a un mercat nacional unificat, sense duanes interiors, i que comparteix moneda, sistema de pesos i mesures i legislació mercantil. La revolució dels transports que va suposar el ferrocarril va ser vital per aquesta construcció nacional, que es veu justificada ideològicament pels moviments nacionalistes, com per exemple en les unificacions nacionals d'unificació d'Itàlia i Alemanya, que poden posar l'accent en altres factors d'unificació nacional, com l'idioma.
És important ressaltar que en el camp del Dret s'estableixen: el principi de legalitat i el principi d'igualtat davant la llei. El primer fa referència al fet que tota obligació ciutadana estarà subjecta al fet que estigui disposada en una llei, i la igualtat davant la llei vol dir que amb fonament a l'abolició dels estaments tots els ciutadans seran tractats iguals davant la llei.

## Separació església-estat
La situació de l'Església Catòlica als països del sud d'Europa es deteriora a conseqüència de la seva pèrdua de poder econòmic, polític i social (pot parlar-se d'un procés de descristianització), podent arribar a una Separació entre l'Església i l'Estat com ocorre a França, o a models intermedis, com a Espanya on s'opta per un model de concordat, on el clergat és subvencionat per l'estat (seguint l'exemple un cop més de l'Imperi Napoleònic).

## Societat civil
L'aparició de l'estat com un organisme autònom dins de la societat moderna ha provocat la necessitat de distingir el públic estatal i el públic no estatal. El públic no estatal és l'àmbit de la societat civil com a conjunt d'institucions i mecanismes de coordinació social no dependents del sistema administratiu estatal. Exemples: les ONG. L'estat es converteix en l'esfera despolititzada de les persones i les seves activitats.